# Rakowo Tylne
Rakowo Tylne (niem. Hinterer Rakow See) – jezioro rynnowe w Polsce, położone w województwie zachodniopomorskim, w powiecie drawskim, w gminie Złocieniec.
Akwen leży na Pojezierzu Drawskim, w granicach administracyjnych miasta Złocieniec. Jezioro otoczone zabudowaniami miejskimi, porośnięte roślinnością wodną. W dużym stopniu poddane procesowi eutrofizacji. Od północy przylega do jeziora Rakowo Przednie.